# COLORS (お笑い)
COLORS（カラーズ）は、エマ・クリエイティブ所属の日本のお笑いグループ。

## メンバー
- 福島 カツシゲ（ふくしま かつしげ、大阪府大阪市出身、1966年11月2日 - ）
  - かつては、コントグループ「ザ・ニュースペーパー」に在籍していた。
- 若林 幸樹（わかばやし こうき、東京都出身、1963年2月1日 - ）
  - かつては、コントグループ「ザ・ニュースペーパー」に在籍していた。
- 石山 博士（いしやま ひろし、熊本県出身、1967年3月14日 - ）
  - かつては、「U2ROCKET」というパフォーマンスユニットで活動していた。

## 概略
1996年、石山博士が若林幸樹、福島カツシゲに声を掛け結成。 作・演出担当の石山博士は、予算がないにもかかわらず、音楽・照明にとことんこだわりどん欲に『笑い』の幅を広げようとする。 それぞれ個々での舞台、TV活動からボランティア活動まで幅を広げている。結成当初から2年までフリーだった。その後サンミュージック企画を経て、その後はエマ・クリエイティブに所属。2022年現在は、事実上の活動休止状態となっている。

## テレビ出演

### バラエティ
- 爆笑オンエアバトル（NHK総合テレビジョン）戦績1勝2敗 最高285KB
  - 2回目の挑戦で285KBでオンエアを果たした。最低オンエアKBの中でも歴代4位の記録である。
- こたえてちょーだい!（フジテレビ）

### ドラマ
- 燃えろ!!ロボコン（1999年、テレビ朝日）
- ガラスの仮面スペシャル完結編（1999年、テレビ朝日）